# Кумби
Кумби (порт. Cumbe) — муниципалитет в Бразилии, входит в штат Сержипи. Составная часть мезорегиона Сельскохозяйственный район штата Сержипи. Входит в экономико-статистический микрорегион Носа-Сеньора-дас-Дорис. Население составляет 3883 человека на 2006 год. Занимает площадь 131,4 км². Плотность населения — 29,55 чел./км².

## История
Город основан в 1953 году.

## Статистика
- Валовой внутренний продукт на 2004 составляет 12.215.709,00 реалов (данные: Бразильский институт географии и статистики).
- Валовой внутренний продукт на душу населения на 2004 составляет 3.205,38 реалов (данные: Бразильский институт географии и статистики).
- Индекс развития человеческого потенциала на 2000 составляет 0,638 (данные: Программа развития ООН).